# Hospital Dubái
El Hospital Dubái es un hospital en medicina general y quirúrgica de 625 camas en Dubái, Emiratos Árabes Unidos, que es parte de la red del Departamento de Salud y Servicios Médicos del Gobierno de Dubái.
El hospital consta de 14 pisos, con los dos inferiores reservados para los servicios de urgencias y ambulatorios, y la parte superior con diez salas.